# Rosieria
Rosieria — вимерлий рід карликових цинодонтів з пізнього тріасу Франції. Він належить до родини Traversodontidae, групи травоїдних, відомої переважно з Гондвани. Типовий вид R. delsatei був названий у 1997 році на основі кількох ізольованих зубів, знайдених у Сен-Ніколя-де-Порт на північному сході Франції. Ці зуби були знайдені поряд із зубами багатьох інших цинодонтів, у тому числі Hahnia, Gaumia та Maubeugia. Невеликі розміри зубів у Сен-Ніколя-де-Пор припускають, що R. delsatei та інші види були карликовими цинодонтами. Більшість зубів у місцевості належать комахоїдним, таким як дроматериїди, тоді як зуби R. delsatei та інших травоїдних цинодонтів дуже рідкісні.